# Superodontella delamarei
Superodontella delamarei is een springstaartensoort uit de familie van de Odontellidae. De wetenschappelijke naam van de soort is voor het eerst geldig gepubliceerd in 1991 door Rusek.